# Ɨ̧̀
Cette page contient des caractères spéciaux ou non latins. S’ils s’affichent mal (▯, ?, etc.), consultez la page d’aide Unicode.
Ɨ̧̀ (minuscule : ɨ̧̀), appelé I barré accent grave cédille, est un graphème utilisé dans l’écriture du mundani et du vute. Il s’agit de la lettre I diacritée d’une barre inscrite, d’un accent grave et d'une cédille.

## Utilisation
En mundani, ‹ ɨ̧̀ › est utilisé pour représenter une voyelle ‹ ɨ › nasalisée avec un ton bas, par exemple dans anɨ̧̀ «oiseau ».
En vute, ‹ ɨ̧̀ › est utilisé pour représenter une voyelle ‹ ɨ › nasalisée avec un ton bas, par exemple dans cɨ̧̀ « faim ».

## Représentations informatiques
Le I barré accent grave cédille peut être représenté avec les caractères Unicode suivants :
- décomposé et normalisé NFD (latin étendu B, alphabet phonétique international, diacritiques) :

| formes    | représentations | chaînes de caractères | points de code       | descriptions                                                                 |
| --------- | --------------- | --------------------- | -------------------- | ---------------------------------------------------------------------------- |
| capitale  | Ɨ̧̀               | Ɨ◌̧◌̀                   | U+0197 U+0327 U+0300 | lettre majuscule latine i barré diacritique cédille diacritique accent grave |
| minuscule | ɨ̧̀               | ɨ◌̧◌̀                   | U+0268 U+0327 U+0300 | lettre minuscule latine i barré diacritique cédille diacritique accent grave |

## Sources
- (en) Elizabeth Parker et Christine Durrant, Mundani-English Lexicon, 1990 (lire en ligne)
- (en) Rhonda Ann Thwing, Vute orthography statement ((phonétique modifiée avec l’API en 2004)), SIL Cameroon, 1981 (lire en ligne)